# Elmer Gedeon
Elmer John Gedeon (15 de abril de 1917 - 20 de abril de 1944) foi um jogador profissional de beisebol, aparecendo em vários jogos para o Washington Senators em 1939. Gedeon e Harry O'Neill foram os únicos dois jogadores da Liga Principal de Beisebol mortos durante a Segunda Guerra Mundial. Gedeon voou em várias missões no Teatro Europeu de Operações como oficial das Forças Aéreas do Exército dos Estados Unidos antes de ser abatido na França.
Durante a faculdade na Universidade de Michigan, Gedeon se tornou um All-American no atletismo e recebeu cartas do time do futebol americano e beisebol. Ele bateu um recorde mundial de obstáculos em 1938 Depois de se formar, Gedeon teve uma passagem pela Liga Principal de Beisebol como defensor externo do Washington Senators. Gedeon passou a maior parte das temporadas de 1939 e 1940 no beisebol nas ligas menores, mas foi convocado para os Senadores em setembro de 1939.
A carreira de Gedeon no beisebol foi interrompida quando ele foi convocado pelo Exército dos Estados Unidos no início de 1941. Ele treinou como piloto de bombardeiro e foi condecorado por bravura depois que seu avião caiu em um vôo de treinamento em 1942. Mais tarde, ele serviu em combate e foi abatido e morto enquanto pilotava um bombardeiro B-26 em uma missão na França em abril de 1944.
Nascido em 15 de abril de 1917, em Cleveland, Gedeon foi um atleta famoso na Escola de Ensino Médio West de Cleveland, onde foi membro da classe de 1935. Ele era um 0 ft 4 in (0,10 m) atleta que se destacou no futebol americano, beisebol e atletismo. Enquanto eu patinava no gelo no Brookside Park em Cleveland, quando jovem, o gelo cedeu e o primo de Gedeon mergulhou até o pescoço. O primo mais tarde lembrou: "Elmer deslizou sobre o gelo em sua barriga e me puxou para fora" O tio de Gedeon, Joe Gedeon, era um jogador da Major League Baseball implicado no escândalo do Chicago Black Sox.
O sobrenome de Gedeon era comum em Cleveland, porque muitas pessoas da Sudetenland, onde era comum, se estabeleceram em Cleveland. A lista telefônica listava vários Gedeons para pesquisa biográfica. Uma descoberta foi que a viúva de Gedeon, que se chamava Laura, mais tarde se mudou para a Flórida.  Outra foi que sua prima em terceiro grau, Charlotte Gedeon, disse que Elmer carregava o caixão da avó dela durante um funeral.

## Atletismo Colegial

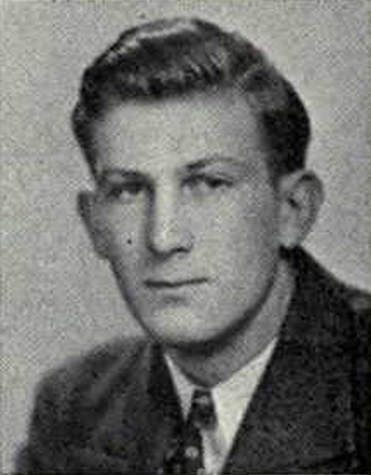
Gedeon de 1939 Michiganensian

Gedeon matriculou-se na Universidade de Michigan em 1935, onde recebeu cartas do time do colégio em três esportes: beisebol, futebol americano e atletismo. O melhor esporte de Gedeon era o atletismo,  no qual ele foi duas vezes campeão da Big Ten Conference em obstáculos externos de 120 metros de altura e obstáculos internos de 70 metros de altura. Em março de 1938, Gedeon empatou com o recorde interno americano de 70 yd (64 m) grandes obstáculos no Big Ten Meet em Chicago. Ele continuou a empatar um recorde mundial no Illinois Relays, e então ganhou o título Big Ten apesar de uma lesão. Ele também levou Michigan à vitória em março de 1939 no Big Ten de atletismo indoor em Chicago. Michigan ganhou os campeonatos Big Ten outdoor e indoor em 1938-1939.   Nos campeonatos da National Collegiate Athletic Association ao ar livre de 1938, ele ficou em terceiro lugar no 120 yd (110 m) obstáculos e se tornou um All-American no atletismo.
Gedeon também usou # 51 para o programa de futebol americano Michigan Wolverines de 1936 a 1938, ganhando três cartas do time do colégio no futebol. Em 1937, um artigo de destaque sobre a equipe de Michigan observou que, além de suas habilidades como um final, "Gedeon pode passar e chutar e pode correr mais rápido do que qualquer um na equipe." Em 1938, Gedeon jogou o final da primeira temporada do técnico Fritz Crisler como técnico de futebol de Michigan. Esse foi o ano em que o treinador Crisler apresentou o " capacete de futebol americano com asas " em Michigan. O capitão da equipe Fred Janke lembrou que Gedeon era "um cara alto e magro", aos 6 ft 4 in (1.93 m) e 196 lb (89 kg; 14.0 st). "Um garoto bastante sério. Ele poderia chutar muito bem. Eles usaram para puxá-lo de volta em situações graves e deixá-lo chutar a bola, porque ele poderia chutar uma milha ".
No beisebol, Gedeon jogou na primeira base e no campo externo do time de beisebol Michigan Wolverines. Ele foi um letterman por duas vezes no beisebol e rebateu 0,320.

## Beisebol profissional
Gedeon assinou com os senadores de Washington após se formar no verão de 1939. Ele optou por assinar com os senadores sobre uma possível aparição como um membro da equipe de atletismo dos EUA nos Jogos Olímpicos de 1940. Gedeon era uma bela perspectiva; Clark Griffith, presidente dos Senadores, mencionou Gedeon ao The Sporting News em 15 de junho, ao falar sobre novos jogadores empolgantes: "Temos... um jovem da Universidade de Michigan chamado Gedeon." Gedeon foi inicialmente atribuído a um time de beisebol da liga secundária em Orlando, Flórida, onde jogou em 67 jogos em 1939. Em meados de setembro, ele foi convocado para as ligas principais, onde apareceu em cinco jogos como outfielder com três rebatidas, uma corrida e um RBI. Seus três rebatidas vieram em uma vitória de 10-9 contra o Cleveland Indians em 19 de setembro como o centro-campista titular. Em as suas cinco jogos da liga principal, ele jogou quatro jogos no campo central e um no campo direito.
Em 1940, Gedeon participou de um treinamento de primavera com os senadores em Orlando, buscando uma vaga no campo externo ou na primeira base. Em fevereiro de 1940, os jornais publicaram uma foto de uma agência de notícias de Gedeon saltando sobre o homem da primeira base dos senadores, Jimmy Wasdell, supostamente "para se aquecer". voltou às ligas menores, onde jogou pelo Charlotte Hornets (na Liga do Piemonte ) e atingiu 0,271 em 131 jogos. Ele foi chamado novamente em setembro, mas não apareceu em nenhum jogo. Parecia que 1941 veria Gedeon se movendo para jogar mais beisebol da liga secundária para Greenville ou Springfield. Nesse ínterim, Gedeon atuou como treinador assistente de futebol no Michigan.

## Serviço militar e morte na Segunda Guerra Mundial
Gedeon foi convocado para o serviço militar em janeiro de 1941, reportando-se ao Exército em vez de participar do treinamento de primavera. Ele foi empossado em Fort Thomas, Kentucky, e relatado ao Centro de Reposição de Cavalaria em Fort Riley em 18 de março. Ele imediatamente se tornou um cabo interino da Tropa B do Primeiro Esquadrão para o programa de treinamento de treze semanas. A Biblioteca Histórica Bentley da Universidade de Michigan possui uma cópia de um boletim informativo da fraternidade de abril de 1941 com uma nota de Gedeon. "Como vocês provavelmente já sabem", escreveu ele aos irmãos Phi Gamma Delta, "o velho Ged foi redigido." Ao ser designado para a cavalaria, Gedeon brincou na carta à sua fraternidade que "o único cavalo que vi na vida foi o que o leiteiro usava".
Em 22 de outubro de 1941, Gedeon foi aceito no treinamento de piloto apesar de seu tamanho maior e transferido para as Forças Aéreas do Exército dos Estados Unidos, ganhando suas asas de piloto e uma comissão como segundo-tenente em Williams Field, Arizona em maio de 1942. Ele realizou o treinamento de bombardeiro bimotor com o 21st Bomb Group no MacDill Field em Tampa, Flórida. Em 9 de agosto de 1942, Gedeon estava voando como navegador em um B-25 que caiu no meio de um pântano na decolagem do aeroporto municipal de Raleigh, Carolina do Norte. Gedeon rastejou do bombardeiro em chamas e, apesar das queimaduras e três costelas quebradas, ele voltou para os destroços, resgatando um companheiro de tripulação, o cabo John R. Rarrat, que havia fraturado as costas e duas pernas quebradas. Dois membros da tripulação morreram no acidente,  e Gedeon passou 12 semanas no hospital se recuperando de costelas quebradas e queimaduras nas costas, mãos, rosto e pernas, algumas exigindo enxertos de pele. Ele perdeu 50 lb (22.7 kg) em recuperação.  O primeiro tenente Gedeon foi premiado com a Medalha do Soldado por heroísmo e bravura pelo Major General St. Clair Streett no que foi descrito como "uma das cerimônias mais coloridas já realizadas no Campo MacDill.
"Estarei de volta ao beisebol depois da guerra", disse ele em sua última licença antes de partir para o exterior. O primo de Gedeon relembrou: “A última vez que o vi, ele me disse: 'Tive meu acidente. Vai ser bom voar de agora em diante. ' Ele disse que havia usado sua má sorte. " Em fevereiro de 1943, a Associated Press publicou uma reportagem sobre o serviço de guerra de Gedeon com o título: "Gedeon retornará ao beisebol se a guerra não durar muito". Gedeon foi citado no artigo como tendo dito "ele espera continuar de onde parou depois da guerra". Ele acrescentou que "é uma questão de tempo". "Se a guerra acabar antes de eu passar da idade de jogo, voltarei ao jogo. Se estou muito velho, farei outra coisa."

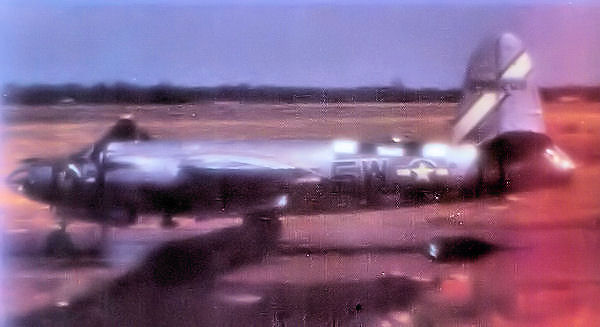
B-26 Marauder do 394º Grupo de Bombardeios da RAF Boreham

Em julho de 1943, Gedeon estava entre o pessoal do 21º BG que se tornou o quadro do 586º Esquadrão de Bombardeios, 394º Grupo de Bombardeio das Forças Aéreas do Exército dos Estados Unidos, formado para treinar com Martin B-26 Marauders. No Ardmore Army Air Field, Oklahoma, ele participou de um treinamento operacional de grupo em preparação para o combate. Em fevereiro de 1944, o grupo foi enviado para RAF Boreham, Inglaterra, para se tornar parte da Nona Força Aérea. Gedeon foi designado Oficial de Operações de Esquadrão e começou a voar em missões de combate na Europa. Sua primeira missão foi atacar um campo de aviação em Beaumont-le-Roger, França, em 23 de março de 1944.
Em 20 de abril de 1944, Gedeon pilotou um dos 36 bombardeiros B-26 que partiram da RAF Boreham no final da tarde em uma missão especial para atacar uma "bomba de zumbido" V-1 que estava sendo construída em Esquerdes, uma vila no Pas-de -Calais perto de Saint-Omer. Liderada pelo Capitão Darrell R. Lindsey, foi a décima terceira missão do grupo. Atacando após o crepúsculo a 12.000 pés, o grupo encontrou fogo antiaéreo intenso e preciso, e o avião de Gedeon foi atingido por um ataque de artilharia abaixo da cabine logo após o bombardeio. O co-piloto de Gedeon, com as roupas em chamas, foi capaz de saltar de pára - quedas do bombardeiro quando ele caiu em direção ao solo, embora Gedeon e cinco outros membros da tripulação tenham morrido no acidente subsequente. Gedeon foi inicialmente declarado como desaparecido em ação e não foi até maio de 1945 que sua família recebeu a notícia de que seu túmulo havia sido localizado em um pequeno cemitério do Exército britânico em Saint-Pol, França. Os restos mortais de Gedeon foram posteriormente devolvidos aos Estados Unidos e enterrados no Cemitério Nacional de Arlington, Seção 34, Local 3047.
Dos mais de 500 jogadores da liga principal que serviram nas forças armadas na Segunda Guerra Mundial, Gedeon e Harry O'Neill foram os únicos dois jogadores mortos, ambos aos 27 anos. Os dois se tornaram símbolos do "sacrifício do beisebol" no esforço de guerra. Como proclama o Hall da Fama e Museu do Beisebol : "Os jogadores de beisebol, como qualquer outro cidadão americano, entendem a importância de se dar pelo país." Após a guerra, uma bolsa de estudos em nome de Gedeon foi criada na Universidade de Michigan.
Gedeon foi nomeado para o Athletic Hall of Honor da Universidade de Michigan para atletismo e beisebol em 1983. Ele foi o sexto atleta do Michigan empossado por suas contribuições em vários esportes.